# Clube Desportivo Sinagoga
O Sinagoga Futebol Club é um clube poliesportivo da vila de Sinagoga, localizada na ilha de Santo Antão em Cabo Verde. Há no clube vários departamentos que incluem futebol e atletismo. Sinagoga participou da primeira temporada em 2004.
O Sinagoga Futebol Club é conhecido pela sua garra dentro de campo, onde só dão por perder 
após o último apito do árbitro. Apesar de ser uma equipa com poucos recursos financeiros, a equipa possui bons recursos humanos e é das aldeias mais pequenas da ilha a produzir tantos talentos. Na atualidade o destaque vai para a formação de jogadores como Vanderlei do Rosário conhecido no futebol Caboverdiano por Gogol, jogador internacional Caboverdiano residente que defende as cores da Académica do Mindelo. Outros jogadores como Hassler Gil, Evany Pimpim, Edvaldo Belga, Hélio Lampard ou Amarildo Lampada são exemplos de craques da ilha formado no Sinagoga futebol clube e que destacaram na equipa.
No futsal a equipa é tetra campeão de Ribeira Grande e desde agosto de 2014 não perdem um jogo de futsal na copa futsal Ribeira Grande.
Obs: a copa futsal Ribeira grande não tem realizado desde 2019 altura da pandemia. No futsal é equipa onde joga Samuel do Rosário um dos melhores jogadores de sempre do futsal santantonense e Caboverdiano.
Os seus adeptos são conhecidos devido as suas euforias, apelidado as vezes de malcriados, mas na verdade são apenas adeptos que defendem o clube com unhas e dentes.
O clube de Sinagoga venceu o primeiro e único título insular na temporada de 2016.
Títulos conquistados pelo Sinagoga 2004/2005 vencedor taça município de Ribeira grande de Santo Antão.
2005/06 vencedor taça município de Ribeira grande de Santo Antão.
Taça regional Santo Antão Norte 2013/14.
Torneio de abertura 2014/15.
Campeão regional de Santo Antão Norte 2015/16.
Vencedor torneio de abertura 2015/16.
Vencedor taça município de Ribeira grande 2015/16.
Vencedor super taça de Santo Antão Norte 2016/17.

## Estádio

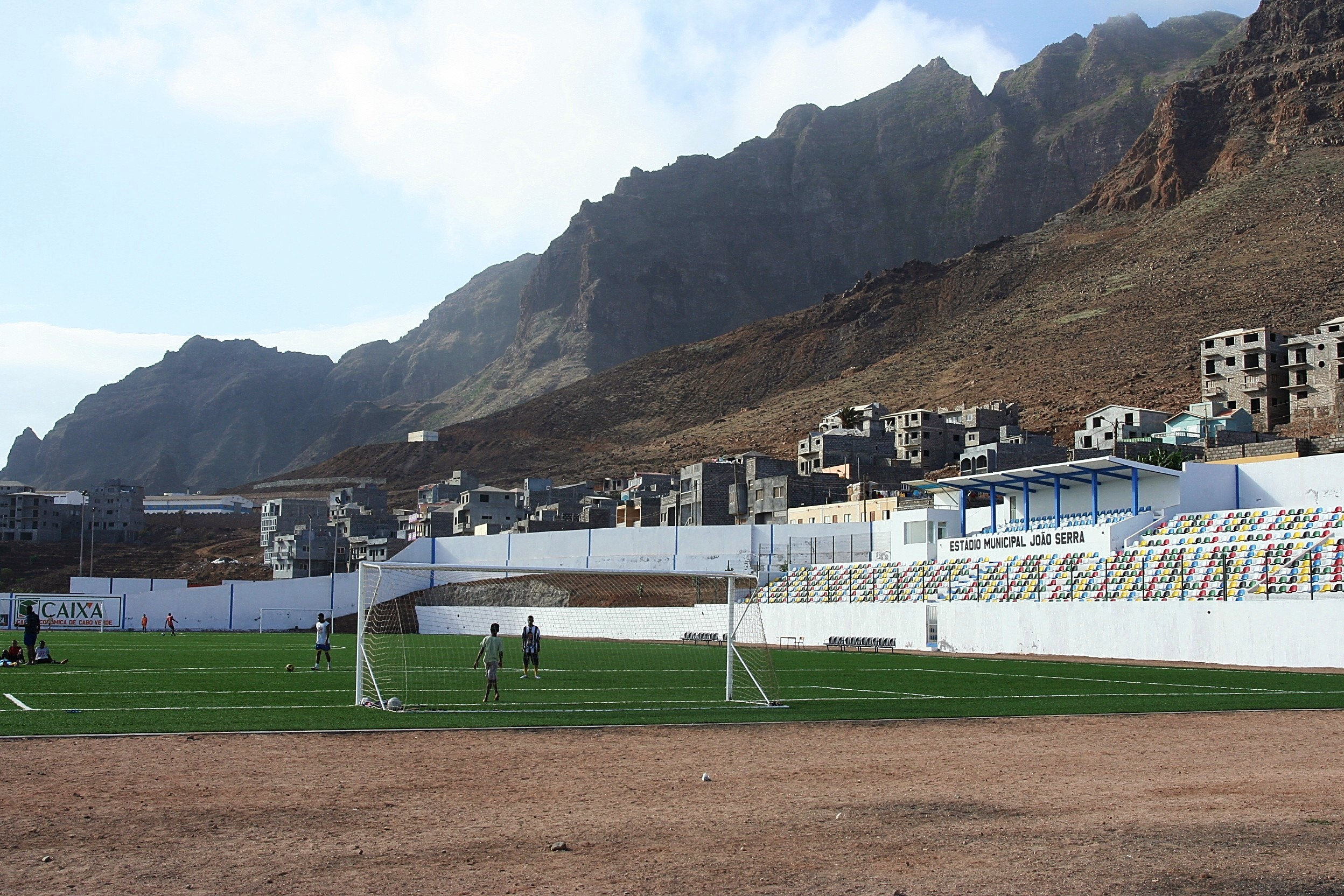
Estádio João Serra, a segunda casa de Ribeira Grande

Os jogos do Sinagoga são disputados no Estádio João Serra. Outros clubes jogam no estádio incluindo clubes de Santo Antão Norte, como Paulense, O clube treina no estádio e no campo.

## Futebol

### Palmarés
| Escalão | Nº Presenças | Títulos | Melhor Classificação |
| I       | 1            | 0       |                      |
| II      | 10-15        | 1       | 1a                   |

### Classificações

#### Nacionais (fase de grupo)
| Temporada | Div | Pos | Pts   | J | V | E | D | G.M. | G.S. | Diff. |
| 2016      | 1A  | 6   | 2 pts | 5 | 0 | 2 | 3 | 4    | 10   | -6    |

#### Regionais
| Temporada | Div | Pos | Pts    | J  | V | E | D | G.M. | G.S. | Diff. |
| 2013-14   | 2   | 3   | 12 pts | 10 | 3 | 3 | 4 | 14   | 15   | -1    |
| 2014-15   | 2   | 2   | 17 pts | 10 | 5 | 2 | 3 | 15   | 12   | -3    |
| 2015-16   | 2   | 1   | -      | 10 | - | - | - | -    | -    | -     |

## Estatísticas
- Melhor posição: 6º (nacional, fase grupo)
- Melhor gols totais na temporada, nacional: 4
- Melhor pontos totais na temporada: 2 (nacional)